# Kutubxàhides
La dinastia kutubxàhida o dels kutubxàhides fou una nissaga que va governar el sultanat de Golconda de fet des de 1496 (com a sultans des de 1518) fins al 1687. El primer kutubshàhida, Kuli Kutb al-Mulk, va fundar el seu poder sobre la decadència de la dinastia bahmànida i el van conservar fins a la conquesta pels mogols d'Aurangzeb el 1687.
Kuli Kutb al-Mulk era un turc del clan dels qara qoyunlu que va abandonar Pèrsia de jove i es va posar al servei dels bahmànides. Després d'ocupar diversos càrrecs, va ser nomenar el 1496 com a governador de la província oriental del sultanat bahmànida o del Dècan. No va aspirar directament al títol de sultà, que li va venir per si sol el 1518. Era xiïta i aquesta religió fou oficial als seus dominis tal com havia fet a Pèrsia el safàvida Ismail I. Així, tot i ser d'origen turc, la dinastia sempre es va emmirallar als perses safàvides i fou distant dels otomans i dels mogols que eren sunnites. La major part del segle xvi i a l'inici del segle xvii va estar en guerra constant contra els sultanats veïns de Bijapur i Ahmadnagar, i amb l'imperi hindú de Vijayanagar. El 1565 Golconda, Bijapur i Ahmednagar es van aliar per aconseguir una derrota decisiva sobre Vijayanagar a Talikota, saquejant la capital hindú; però posteriorment van tornar a estar en conflicte.
El 1636 Shah Jahan va obligar a Abd Allah ibn Muhammad Kutb Shah a reconèixer la sobirania mogol sobre el sultanat. Això fou una realitat un benefici per Golconda, perquè li garantia la pau pel nord, sempre que es pagués el tribut establert, i li va permetre estendre's cap al sud fins a Palar (prop de Chennai, abans Madras) annexionant alguns petits principats hindús que abans havien estat dependents de Viyanagar.
Sota el següent sultà, Abu l-Hasan Kutb Shah, gendre d'Abd Allah, els bramans, encapçalats pels germans Madanna i Akkana, van prendre el poder a la cort. Això combinat amb el fet que el tribut als mongols estava retardat, al declivi del xiisme, i al caos que a tot el Dècan havien portat els marathes, va propiciar que els mogols consideressin la possibilitat de l'annexió. El 1687 després d'un llarg setge del fort de Golkonda, l'estat fou conquerit.
La dinastia es va valer durant el dos segles que va governar dels nayaks, una mena de caps de guerra telugus, que foren posats al capdavant de les guarnicions del territori i fins i tot a la guàrdia reial. També els bramans, l'altra grup hindú influent, foren integrats a l'estructura del sultanat en funcions administratives i fiscals; sovint els seus càrrecs van esdevenir hereditaris. Els impostos principals sortien de la possessió de la terra, però l'estat també era ric mercès a l'explotació de mines, especialment les de diamants a la vall del Krishna, l'explotació de les quals era monopoli de l'estat. Golconda era al segle xvii el principal centre comercial de diamants del món.
Ibrahim ibn Kuli Kutb Shah va viure set anys exiliat a Vijayanagar i va aprendre el telugu casant-se amb una dona hindú, i quan va regnar va introduir amb més força una cultura musulmana-hindú adoptant pel seu govern els símbols de sobirania i poder dels rages al costat dels propis dels sobirans islàmics; així per exemple feia llegir la khutba, però reservava terres lliures d'impostos pels bramans; va construir diversos temples i als pilars d'aquestos hi feia gravar el jurament de lleialtat dels nayaks. Diversos poetes telugus foren protegits per Ibrahim; seguint la tradició telugu va construir també grans obres de regadiu. La fusió de l'element telugu amb la cultura turca-persa-musulmana va originar la llengua dakhni (decanès) des del segle xvi. En l'art va aparèixer una barreja d'estils hindús i islàmics en la pintura i l'arquitectura, especialment a Hyderabad, que inicialment era un barri de Golkonda.

## Sultans
- Sultan Kuli Kutb al-Mulk Kutb Shah, governador 1496-1518, sultà 1518 - 1543
- Djamshid ibn Kuli Kutb Shah (1543 - 1550) (fill)
- Subhan ibn Djamshid Kutb Shah (1550) (fill)
- Ibrahim ibn Kuli Kutb Shah Wali (1550 - 1580) (fill de Kuli Kutb al-Mulk)
- Muhammad Kuli ibn Ibrahim Kutb Shah (1580 - 1611) (fill)
- Sultan Muhammad ibn Muhammad Kuli Kutb Shah (1611 - 1625) (fill)
- Abd Allah ibn Muhammad Kutb Shah (1625 - 1672) (fill)
- Abu l-Hasan Kutb Shah (1672 - 1687) (gendre)